# Фредерик Робинс
 Фредерик Робинс (на английски: Frederick Chapman Robbins) е американски вирусолог и педиатър, носител на Нобеловата награда за физиология и медицина от 1954 г. заедно с Джон Франклин Ендърс и Томас Хекел Уолър за приноса им за развитието на ваксините.

## Биография
Робинс е роден на 25 август 1916 г. в Обърн, САЩ, в семейството на професори по ботаника Уилям и Кристина Робинс. Рано се ориентира към медицината и започва следване в университета на Мисури. През 1938 г. получава бакалавърска степен и продължава следването си в Медицинския колеж на Кеймбридж, Масачузет. През 1940 г. започва работа като бактериолог в централната детска болница в Бостън. През Втората световна война служи в армията в Северна Африка, в САЩ и в Италия, като се занимава с изследването на хепатит B, коремен тиф и ку-треска.
След женитбата си с Алиса Нортроп продължава работата си в детската болница и се присъединява към изследователската група на Джон Франклин Ендърс и Томас Уелър, която се занимава с инфекциозни болести. Те създават култури от вируси на полиомиелит. Това дава възможност да се създаде ваксина против полиомиелит. За това постижение тримата получават Нобелова награда за физиология или медицина през 1954 г.
От 1980 г. до 1985 г. е председател на Медицинския институт (Institute of Medicine) на Националната академия на науките, като за първи път създава първата съвместна работна група за изследване на вируса на ХИВ и подпомагането на развитието на научните изследвания и лечението на СПИН в Уганда.
Фредерик Робинс е бил атеист.
Почива на 4 август 2003 г. в Кливланд, Охайо.